# Zbigniew Bliskowski
Zbigniew Bliskowski herbu Rawicz (zm. w 1681) – podwojewodzi przemyski w 1677 roku, podstoli lubelski w latach 1669–1677, podstoli trembowelski w latach 1669-1681, podczaszy trembowelski w latach 1661–1669, rzekomy cześnik lubelski w 1667 roku.
Poseł na sejm 1677 roku.